# Jurgen Friedrich Mellin
Jurgen Friedrich (Göran Fredrik) Mellin, född 6 november 1666 på på Vahnerov i Griefenberg, Pommern, död 3 maj 1719 i Stralsund, var en svensk greve och militär.
Jurgen Friedrich Mellin var son till fältmarskalk Jurgen Mellin och Anna Magdalena von Löwen. Han blev konduktör vid fortifikationen i Stettin 1684, deltog 1685 i kampanjen i Ungern under Otto Wilhelm von Königsmarck, blev fänrik vid Gyllenstiernas regemente i Wismar 1686, löjtnant vid Bielkes svenska regemente i Nerländerna 1688 och kapten vid Gyllenstiernas regemente 1690. Mellin var volontär vid franska armén 1693–1694, blev major vid pommerskt värvat dragonregemente 1703, överstelöjtnant där samma år och erhöll avsked 1706. Han blev senare överstelöjtnant vid Anklamska infanteriregementet av lantmilis i Pommern och var 1711–1715 överste och regementschef där. Han blev 1714 tillfångatagen av Brandenburg och släpptes fri mot löfte att inte delta i krig mot Preussen. Han återinträdde dock i svensk tjänst och blev på nytt fången vid Stralsunds kapitulation 23 december 1715. Mellins säteri i Pommern Weissen-Clempenow drogs in till preussiska staten och Mellin förvisades från landet.